# Референдумы в Лихтенштейне (1968)
Референдумы в Лихтенштейне проходили 4 июля и 6 октября 1968 года. В июле прошёл референдум по поводу введения избирательного права для женщин. Голоса мужчин и женщин считались отдельно: мужчины проголосовали против, в то время как голоса женщин разделились примерно поровну. В результате референдум был отклонён в целом 54,5% голосов. В 1971 году прошёл ещё один референдум по избирательному праву для женщин, который также был отклонён.
В октябре проводился референдум по отмене налога на алкогольные напитки, который был отклонён 56,3% голосов. 

## Контекст
Июльский консультативный референдум о расширении права голоса для женщин был организован по инициативе 11 муниципалитетов Лихтенштейна от 29 апреля 1968 года, которые решили организовать всенародную консультацию о введении избирательного права женщин в Конституцию. Правительство поддерживало инициативу и решило организовать голосование так, чтобы раздельно подсчитать голоса мужчин и женщин. Впервые с 1921 года было проведено всенародное голосование, организация которого не предусматривалась Конституцией.
Октябрьский референдум касался отмены налога на алкогольные напитки. На референдуме в Лихтенштейне 1929 года было одобрено введение налога на алкогольные напитки. Народная инициатива об отмене налога была запущена в 1968 году сектором туризма. После сбора необходимых 600 зарегистрированных подписей, инициатива была направлена в Ландтаг в рамках Статьи № 64.2 Конституции. Парламент отклонил предложение 23 июня 1968 года, в результате оно было вынесено на всеобщее голосование.

## Результаты

### Женское избирательное право
| Выбор                               | Мужчины | Мужчины | Женщины | Женщины | Всего  | Всего |
| Выбор                               | Голоса  | %       | Голоса  | %       | Голоса | %     |
| ----------------------------------- | ------- | ------- | ------- | ------- | ------ | ----- |
| За                                  | 887     | 39,8    | 1 266   | 50,5    | 2 153  | 45,5  |
| Против                              | 1 341   | 60,2    | 1 241   | 49,5    | 2 582  | 54,5  |
| Недействительных/пустых бюллетеней  | –       | –       | –       | –       | 31     | –     |
| Всего                               | 2 228   | 100     | 2 507   | 100     | 4 766  | 100   |
| Зарегистрированных избирателей/Явка | –       | –       | –       | –       | 8 203  | 58,1  |
| Источник: Démocratie Directe        |         |         |         |         |        |       |

### Налог на алкоголь
| Выбор                               | Голоса | %    |
| ----------------------------------- | ------ | ---- |
| За                                  | 1 214  | 43,7 |
| Против                              | 1 565  | 56,3 |
| Недействительных/пустых бюллетеней  | 78     | –    |
| Всего                               | 2 857  | 100  |
| Зарегистрированных избирателей/Явка | 4 036  | 70,8 |
| Источник: Démocratie Directe        |        |      |